# Faro San Antonio
El Faro San Antonio es un faro habitado de la Armada Argentina que se encuentra en la ubicación 36°18′24″S 56°46′25″O / -36.30667, -56.77361, sobre el cabo San Antonio, del cual recibe su nombre. Este cabo es una prominencia de tierra que termina casi en ángulo recto, en un sector llamado "Frontón del cabo San Antonio". Se halla en el parque de aguas termales Termas Marinas (antiguo parque Bahía Aventura) inaugurado en 1997, que luego fue reemplazado por el actual parque en 2005, en el partido de la Costa, a 5 kilómetros al norte de la ciudad de San Clemente del Tuyú, en la Provincia de Buenos Aires, Argentina.
El faro fue librado al servicio el día 1 de enero de 1892. La estructura del faro consta de una torre metálica tipo trípode o tronco piramidal, a rayas horizontales negras y blancas. La altura es de 58 metros. Eléctrico, en el balcón del faro ha sido colocada una linterna a gas, para uso de emergencia. Tiene una potencia de 900 candelas, con alcance luminoso de 9 millas (14.5 km). La elevación sobre el nivel del mar es de 63 metros y su alcance nominal es de 28 millas (45.1 km).
El origen del topónimo que da nombre al faro procede de la expedición de Hernando de Magallanes en el siglo XVI, ya que este cabo fue descubierto por la nave capitana "San Antonio" destacada en busca de la "Santiago", que había salido en reconocimiento de las aguas y terrenos circundantes.